# Auguste R. Lindt
Auguste Rudolf Lindt (Bern, 5 augustus 1905 – aldaar, 14 april 2000) was een Zwitsers jurist, bankier, diplomaat en hoge commissaris voor de Vluchtelingen.

## Levensloop
Auguste Lindt werd geboren als een zoon van een apotheker en fabrikant. Na het behalen van het gymnasium diploma studeerde hij rechtsgeleerdheid aan de Universiteit van Genève en promoveerde op het proefschrift Das sowjetrussische Aktienrecht . Hij begon zijn carrière als bankier in verschillende Europese steden. Daarna was Lindt werkzaam als speciaal correspondent in Duitsland. Tijdens de Tweede Wereldoorlog functioneerde hij als chef van de civiele geheimen dienst. Vanaf 1946 was Lindt woordvoerder en adviseur voor het Departement van Buitenlandse Zaken. In 1952 werd Lindt aangesteld als bestuursvoorzitter van UNICEF. Van 1956 tot 1960 was hij werkzaam als hoge commissaris voor de Vluchtelingen. Vervolgens functioneerde hij als diplomaat in Washington D.C. en Moskou.